# Critèrium del Dauphiné 2019
El Critèrium del Dauphiné 2019, 71 edició del Critèrium del Dauphiné, es disputà entre el 9 i el 16 de juny de 2019, amb un recorregut de 1.202,1 km repartits entre vuit etapes. El punt de partida fou Aurillac i finalitzà una setmana més tard a Champéry. La cursa formava part de l'UCI World Tour 2019.
El vencedor final fou el danès Jakob Fuglsang (Team Astana), que fou acompanyat al podi per l'estatunidenc Tejay van Garderen (EF Education First Pro Cycling) i l'alemany Emanuel Buchmann (Bora-Hansgrohe). En les classificacions secundàries Wout Van Aert (Team Jumbo-Visma) guanyà la classificació per punts, Julian Alaphilippe (Deceuninck-Quick Step) la de la muntanya, Bjorg Lambrecht (Lotto-Soudal) la dels joves i el Team Astana fou el millor equip.
Amb tot, si per alguna cosa quedà marcada aquesta edició del Critèrium del Dauphiné fou per la greu caiguda que patí Chris Froome durant el reconeixement de la quarta etapa, una contrarellotge individual. La caiguda li va provocar una fractura del fèmur i colze drets i diverses costelles de les quals va ser operat durant més de vuit hores a l'hospital Universitari de Saint-Etienne. La caiguda i la llarga recuperació li impediran disputar el Tour de França.

## Equips participants
En tant que prova World Tour hi prenen part els 18 equips World Tour. Quatre equips continentals professionals són convidats pels organitzadors, l'Amaury Sport Organisation:
| WorldTeams (18)- AG2R La Mondiale - Astana - Bahrain-Merida - Bora-hansgrohe - CCC Team - Deceuninck-Quick Step - EF Education First - Groupama-FDJ - Katusha-Alpecin - Lotto Soudal - Mitchelton-Scott - Movistar Team - Team Sunweb - Dimension Data - Ineos - Team Jumbo-Visma - Trek-Segafredo - UAE Team Emirates Equips continentals professionals (4)- Cofidis, Solutions Crédits - Arkéa-Samsic - Vital Concept-B&B Hotels - Wanty-Groupe Gobert |
| |

## Etapes
| Etapa    | Data       | Ciutats d'etapa                          | type                      | Distància (km) | Vencedor de l'etapa  | Líder de la general  |
| -------- | ---------- | ---------------------------------------- | ------------------------- | -------------- | -------------------- | -------------------- |
| 1a etapa | 9 de juny  | Orlhac – Jussac                          | etapa accidentada         | 142            | Edvald Boasson Hagen | Edvald Boasson Hagen |
| 2a etapa | 10 de juny | Mauriac – Crapona                        | etapa accidentada         | 180            | Dylan Teuns          | Dylan Teuns          |
| 3a etapa | 11 de juny | Lo Puèi de Velai – Riam                  | etapa accidentada         | 172            | Sam Bennett          | Dylan Teuns          |
| 4a etapa | 12 de juny | Roanne – Roanne                          | contrarellotge individual | 26,1           | Wout van Aert        | Adam Yates           |
| 5a etapa | 13 de juny | Boën-sur-Lignon – Voiron                 | etapa plana               | 201            | Wout van Aert        | Adam Yates           |
| 6a etapa | 14 de juny | Saint-Vulbas – Saint-Michel-de-Maurienne | etapa de mitja muntanya   | 229            | Julian Alaphilippe   | Adam Yates           |
| 7a etapa | 15 de juny | Saint-Genix-les-Villages – Les sept Laux | etapa de muntanya         | 133,5          | Wout Poels           | Jakob Fuglsang       |
| 8a etapa | 16 de juny | Cluses – Champéry                        | etapa de mitja muntanya   | 113,5          | Dylan van Baarle     | Jakob Fuglsang       |

### 1a etapa
| \| Classificació de l'etapa \| Classificació de l'etapa \| Classificació de l'etapa \| Classificació de l'etapa \| Classificació de l'etapa \| \| Corredor \| Corredor \| Equip \| Temps \| \| \| ------------------------ \| ------------------------ \| ------------------------ \| ------------------------ \| ------------------------ \| \| 1r \| Edvald Boasson Hagen \| Dimension Data \| 3h 24' 33" \| \| \| 2n \| Philippe Gilbert \| Deceuninck-Quick Step \| + 0" \| \| \| 3r \| Wout van Aert \| Team Jumbo-Visma \| + 0" \| \| \| 4t \| Nils Politt \| Katusha-Alpecin \| + 0" \| \| \| 5è \| Gregor Mühlberger \| Bora-Hansgrohe \| + 0" \| \| \| 6è \| Sonny Colbrelli \| Bahrain-Merida \| + 0" \| \| \| 7è \| Jonas Koch \| CCC Team \| + 0" \| \| \| 8è \| Aleksei Lutsenko \| Astana \| + 0" \| \| \| 9è \| Benoît Cosnefroy \| AG2R La Mondiale \| + 0" \| \| \| 10è \| Michał Kwiatkowski \| Team Ineos \| + 0" \| \| |                      |                       |            |
| |                      |                       |            |
| Font: ProCyclingStats |                      |                       |            |
| Classificació de l'etapa |                      |                       |            |
| Corredor | Corredor             | Equip                 | Temps      |
| 1r | Edvald Boasson Hagen | Dimension Data        | 3h 24' 33" |
| 2n | Philippe Gilbert     | Deceuninck-Quick Step | + 0"       |
| 3r | Wout van Aert        | Team Jumbo-Visma      | + 0"       |
| 4t | Nils Politt          | Katusha-Alpecin       | + 0"       |
| 5è | Gregor Mühlberger    | Bora-Hansgrohe        | + 0"       |
| 6è | Sonny Colbrelli      | Bahrain-Merida        | + 0"       |
| 7è | Jonas Koch           | CCC Team              | + 0"       |
| 8è | Aleksei Lutsenko     | Astana                | + 0"       |
| 9è | Benoît Cosnefroy     | AG2R La Mondiale      | + 0"       |
| 10è | Michał Kwiatkowski   | Team Ineos            | + 0"       |

| \| Classificació general \| Classificació general \| Classificació general \| Classificació general \| Classificació general \| \| Corredor \| Corredor \| Equip \| Temps \| \| \| --------------------- \| --------------------- \| --------------------- \| --------------------- \| --------------------- \| \| 1r \| Edvald Boasson Hagen \| Dimension Data \| 3h 24' 33" \| \| \| 2n \| Philippe Gilbert \| Deceuninck-Quick Step \| + 4" \| \| \| 3r \| Wout van Aert \| Team Jumbo-Visma \| + 6" \| \| \| 4t \| Nils Politt \| Katusha-Alpecin \| + 10" \| \| \| 5è \| Gregor Mühlberger \| Bora-Hansgrohe \| + 10" \| \| \| 6è \| Sonny Colbrelli \| Bahrain-Merida \| + 10" \| \| \| 7è \| Jonas Koch \| CCC Team \| + 10" \| \| \| 8è \| Aleksei Lutsenko \| Astana \| + 10" \| \| \| 9è \| Benoît Cosnefroy \| AG2R La Mondiale \| + 10" \| \| \| 10è \| Michał Kwiatkowski \| Team Ineos \| + 10" \| \| |                      |                       |            |
| |                      |                       |            |
| Font: ProCyclingStats |                      |                       |            |
| Classificació general |                      |                       |            |
| Corredor | Corredor             | Equip                 | Temps      |
| 1r | Edvald Boasson Hagen | Dimension Data        | 3h 24' 33" |
| 2n | Philippe Gilbert     | Deceuninck-Quick Step | + 4"       |
| 3r | Wout van Aert        | Team Jumbo-Visma      | + 6"       |
| 4t | Nils Politt          | Katusha-Alpecin       | + 10"      |
| 5è | Gregor Mühlberger    | Bora-Hansgrohe        | + 10"      |
| 6è | Sonny Colbrelli      | Bahrain-Merida        | + 10"      |
| 7è | Jonas Koch           | CCC Team              | + 10"      |
| 8è | Aleksei Lutsenko     | Astana                | + 10"      |
| 9è | Benoît Cosnefroy     | AG2R La Mondiale      | + 10"      |
| 10è | Michał Kwiatkowski   | Team Ineos            | + 10"      |

### 2a etapa
| \| Classificació de l'etapa \| Classificació de l'etapa \| Classificació de l'etapa \| Classificació de l'etapa \| Classificació de l'etapa \| \| Corredor \| Corredor \| Equip \| Temps \| \| \| ------------------------ \| ------------------------ \| ------------------------ \| ------------------------ \| ------------------------ \| \| 1r \| Dylan Teuns \| Bahrain-Merida \| 4h 12' 41" \| \| \| 2n \| Guillaume Martin \| Wanty-Gobert \| + 0" \| \| \| 3r \| Jakob Fuglsang \| Astana \| + 13" \| \| \| 4t \| Thibaut Pinot \| Groupama-FDJ \| + 13" \| \| \| 5è \| Michael Woods \| EF Education First \| + 13" \| \| \| 6è \| Aleksei Lutsenko \| Astana \| + 13" \| \| \| 7è \| Petr Vakoč \| Deceuninck-Quick Step \| + 13" \| \| \| 8è \| Nairo Quintana Rojas \| Movistar Team \| + 13" \| \| \| 9è \| Wout Poels \| Team Ineos \| + 13" \| \| \| 10è \| Adam Yates \| Mitchelton-Scott \| + 13" \| \| |                      |                       |            |
| |                      |                       |            |
| Font: ProCyclingStats |                      |                       |            |
| Classificació de l'etapa |                      |                       |            |
| Corredor | Corredor             | Equip                 | Temps      |
| 1r | Dylan Teuns          | Bahrain-Merida        | 4h 12' 41" |
| 2n | Guillaume Martin     | Wanty-Gobert          | + 0"       |
| 3r | Jakob Fuglsang       | Astana                | + 13"      |
| 4t | Thibaut Pinot        | Groupama-FDJ          | + 13"      |
| 5è | Michael Woods        | EF Education First    | + 13"      |
| 6è | Aleksei Lutsenko     | Astana                | + 13"      |
| 7è | Petr Vakoč           | Deceuninck-Quick Step | + 13"      |
| 8è | Nairo Quintana Rojas | Movistar Team         | + 13"      |
| 9è | Wout Poels           | Team Ineos            | + 13"      |
| 10è | Adam Yates           | Mitchelton-Scott      | + 13"      |

| \| Classificació general \| Classificació general \| Classificació general \| Classificació general \| Classificació general \| \| Corredor \| Corredor \| Equip \| Temps \| \| \| --------------------- \| --------------------- \| --------------------- \| --------------------- \| --------------------- \| \| 1r \| Dylan Teuns \| Bahrain-Merida \| 7h 37' 03" \| \| \| 2n \| Guillaume Martin \| Wanty-Gobert \| + 3" \| \| \| 3r \| Jakob Fuglsang \| Astana \| + 20" \| \| \| 4t \| Aleksei Lutsenko \| Astana \| + 21" \| \| \| 5è \| Nairo Quintana Rojas \| Movistar Team \| + 24" \| \| \| 6è \| Michael Woods \| EF Education First \| + 24" \| \| \| 7è \| Wout Poels \| Team Ineos \| + 24" \| \| \| 8è \| Christopher Froome \| Team Ineos \| + 24" \| \| \| 9è \| Thibaut Pinot \| Groupama-FDJ \| + 24" \| \| \| 10è \| Adam Yates \| Mitchelton-Scott \| + 24" \| \| |                      |                    |            |
| |                      |                    |            |
| Font: ProCyclingStats |                      |                    |            |
| Classificació general |                      |                    |            |
| Corredor | Corredor             | Equip              | Temps      |
| 1r | Dylan Teuns          | Bahrain-Merida     | 7h 37' 03" |
| 2n | Guillaume Martin     | Wanty-Gobert       | + 3"       |
| 3r | Jakob Fuglsang       | Astana             | + 20"      |
| 4t | Aleksei Lutsenko     | Astana             | + 21"      |
| 5è | Nairo Quintana Rojas | Movistar Team      | + 24"      |
| 6è | Michael Woods        | EF Education First | + 24"      |
| 7è | Wout Poels           | Team Ineos         | + 24"      |
| 8è | Christopher Froome   | Team Ineos         | + 24"      |
| 9è | Thibaut Pinot        | Groupama-FDJ       | + 24"      |
| 10è | Adam Yates           | Mitchelton-Scott   | + 24"      |

### 3a etapa
| \| Classificació de l'etapa \| Classificació de l'etapa \| Classificació de l'etapa \| Classificació de l'etapa \| Classificació de l'etapa \| \| Corredor \| Corredor \| Equip \| Temps \| \| \| ------------------------ \| ------------------------ \| ------------------------ \| ------------------------ \| ------------------------ \| \| 1r \| Sam Bennett \| Bora-Hansgrohe \| 4h 15' 25" \| \| \| 2n \| Wout van Aert \| Team Jumbo-Visma \| + 0" \| \| \| 3r \| Davide Ballerini \| Astana \| + 0" \| \| \| 4t \| Clément Venturini \| AG2R La Mondiale \| + 0" \| \| \| 5è \| Edward Theuns \| Trek-Segafredo \| + 0" \| \| \| 6è \| Edvald Boasson Hagen \| Dimension Data \| + 0" \| \| \| 7è \| Álvaro Hodeg Chagui \| Deceuninck-Quick Step \| + 0" \| \| \| 8è \| Jens Debusschere \| Katusha-Alpecin \| + 0" \| \| \| 9è \| Luka Mezgec \| Mitchelton-Scott \| + 0" \| \| \| 10è \| Bjorg Lambrecht \| Lotto-Soudal \| + 0" \| \| |                      |                       |            |
| |                      |                       |            |
| Font: ProCyclingStats |                      |                       |            |
| Classificació de l'etapa |                      |                       |            |
| Corredor | Corredor             | Equip                 | Temps      |
| 1r | Sam Bennett          | Bora-Hansgrohe        | 4h 15' 25" |
| 2n | Wout van Aert        | Team Jumbo-Visma      | + 0"       |
| 3r | Davide Ballerini     | Astana                | + 0"       |
| 4t | Clément Venturini    | AG2R La Mondiale      | + 0"       |
| 5è | Edward Theuns        | Trek-Segafredo        | + 0"       |
| 6è | Edvald Boasson Hagen | Dimension Data        | + 0"       |
| 7è | Álvaro Hodeg Chagui  | Deceuninck-Quick Step | + 0"       |
| 8è | Jens Debusschere     | Katusha-Alpecin       | + 0"       |
| 9è | Luka Mezgec          | Mitchelton-Scott      | + 0"       |
| 10è | Bjorg Lambrecht      | Lotto-Soudal          | + 0"       |

| \| Classificació general \| Classificació general \| Classificació general \| Classificació general \| Classificació general \| \| Corredor \| Corredor \| Equip \| Temps \| \| \| --------------------- \| --------------------- \| --------------------- \| --------------------- \| --------------------- \| \| 1r \| Dylan Teuns \| Bahrain-Merida \| 11h 52' 28" \| \| \| 2n \| Guillaume Martin \| Wanty-Gobert \| + 3" \| \| \| 3r \| Aleksei Lutsenko \| Astana \| + 20" \| \| \| 4t \| Jakob Fuglsang \| Astana \| + 20" \| \| \| 5è \| Nairo Quintana Rojas \| Movistar Team \| + 24" \| \| \| 6è \| Thibaut Pinot \| Groupama-FDJ \| + 24" \| \| \| 7è \| Michael Woods \| EF Education First \| + 24" \| \| \| 8è \| Christopher Froome \| Team Ineos \| + 24" \| \| \| 9è \| Wout Poels \| Team Ineos \| + 24" \| \| \| 10è \| Adam Yates \| Mitchelton-Scott \| + 24" \| \| |                      |                    |             |
| |                      |                    |             |
| Font: ProCyclingStats |                      |                    |             |
| Classificació general |                      |                    |             |
| Corredor | Corredor             | Equip              | Temps       |
| 1r | Dylan Teuns          | Bahrain-Merida     | 11h 52' 28" |
| 2n | Guillaume Martin     | Wanty-Gobert       | + 3"        |
| 3r | Aleksei Lutsenko     | Astana             | + 20"       |
| 4t | Jakob Fuglsang       | Astana             | + 20"       |
| 5è | Nairo Quintana Rojas | Movistar Team      | + 24"       |
| 6è | Thibaut Pinot        | Groupama-FDJ       | + 24"       |
| 7è | Michael Woods        | EF Education First | + 24"       |
| 8è | Christopher Froome   | Team Ineos         | + 24"       |
| 9è | Wout Poels           | Team Ineos         | + 24"       |
| 10è | Adam Yates           | Mitchelton-Scott   | + 24"       |

### 4a etapa
| \| Classificació de l'etapa \| Classificació de l'etapa \| Classificació de l'etapa \| Classificació de l'etapa \| Classificació de l'etapa \| \| Corredor \| Corredor \| Equip \| Temps \| \| \| ------------------------ \| ------------------------ \| ------------------------ \| ------------------------ \| ------------------------ \| \| 1r \| Wout van Aert \| Team Jumbo-Visma \| 33' 38" \| \| \| 2n \| Tejay van Garderen \| EF Education First \| + 31" \| \| \| 3r \| Tom Dumoulin \| Team Sunweb \| + 47" \| \| \| 4t \| Steven Kruijswijk \| Team Jumbo-Visma \| + 49" \| \| \| 5è \| Emanuel Buchmann \| Bora-Hansgrohe \| + 51" \| \| \| 6è \| Adam Yates \| Mitchelton-Scott \| + 56" \| \| \| 7è \| Julian Alaphilippe \| Deceuninck-Quick Step \| + 59" \| \| \| 8è \| Nils Politt \| Katusha-Alpecin \| + 1' 05" \| \| \| 9è \| Jakob Fuglsang \| Astana \| + 1' 07" \| \| \| 10è \| Rémi Cavagna \| Deceuninck-Quick Step \| + 1' 10" \| \| |                    |                       |          |
| |                    |                       |          |
| Font: ProCyclingStats |                    |                       |          |
| Classificació de l'etapa |                    |                       |          |
| Corredor | Corredor           | Equip                 | Temps    |
| 1r | Wout van Aert      | Team Jumbo-Visma      | 33' 38"  |
| 2n | Tejay van Garderen | EF Education First    | + 31"    |
| 3r | Tom Dumoulin       | Team Sunweb           | + 47"    |
| 4t | Steven Kruijswijk  | Team Jumbo-Visma      | + 49"    |
| 5è | Emanuel Buchmann   | Bora-Hansgrohe        | + 51"    |
| 6è | Adam Yates         | Mitchelton-Scott      | + 56"    |
| 7è | Julian Alaphilippe | Deceuninck-Quick Step | + 59"    |
| 8è | Nils Politt        | Katusha-Alpecin       | + 1' 05" |
| 9è | Jakob Fuglsang     | Astana                | + 1' 07" |
| 10è | Rémi Cavagna       | Deceuninck-Quick Step | + 1' 10" |

| \| Classificació general \| Classificació general \| Classificació general \| Classificació general \| Classificació general \| \| Corredor \| Corredor \| Equip \| Temps \| \| \| --------------------- \| --------------------- \| --------------------- \| --------------------- \| --------------------- \| \| 1r \| Adam Yates \| Mitchelton-Scott \| 12h 27' 26" \| \| \| 2n \| Dylan Teuns \| Bahrain-Merida \| + 4" \| \| \| 3r \| Tejay van Garderen \| EF Education First \| + 6" \| \| \| 4t \| Jakob Fuglsang \| Astana \| + 7" \| \| \| 5è \| Steven Kruijswijk \| Team Jumbo-Visma \| + 24" \| \| \| 6è \| Thibaut Pinot \| Groupama-FDJ \| + 25" \| \| \| 7è \| Emanuel Buchmann \| Bora-Hansgrohe \| + 26" \| \| \| 8è \| Aleksei Lutsenko \| Astana \| + 30" \| \| \| 9è \| Wout van Aert \| Team Jumbo-Visma \| + 30" \| \| \| 10è \| Nairo Quintana Rojas \| Movistar Team \| + 40" \| \| |                      |                    |             |
| |                      |                    |             |
| Font: ProCyclingStats |                      |                    |             |
| Classificació general |                      |                    |             |
| Corredor | Corredor             | Equip              | Temps       |
| 1r | Adam Yates           | Mitchelton-Scott   | 12h 27' 26" |
| 2n | Dylan Teuns          | Bahrain-Merida     | + 4"        |
| 3r | Tejay van Garderen   | EF Education First | + 6"        |
| 4t | Jakob Fuglsang       | Astana             | + 7"        |
| 5è | Steven Kruijswijk    | Team Jumbo-Visma   | + 24"       |
| 6è | Thibaut Pinot        | Groupama-FDJ       | + 25"       |
| 7è | Emanuel Buchmann     | Bora-Hansgrohe     | + 26"       |
| 8è | Aleksei Lutsenko     | Astana             | + 30"       |
| 9è | Wout van Aert        | Team Jumbo-Visma   | + 30"       |
| 10è | Nairo Quintana Rojas | Movistar Team      | + 40"       |

### 5a etapa
| \| Classificació de l'etapa \| Classificació de l'etapa \| Classificació de l'etapa \| Classificació de l'etapa \| Classificació de l'etapa \| \| Corredor \| Corredor \| Equip \| Temps \| \| \| ------------------------ \| ------------------------ \| ------------------------ \| ------------------------ \| ------------------------ \| \| 1r \| Wout van Aert \| Team Jumbo-Visma \| 5h 00' 34" \| \| \| 2n \| Sam Bennett \| Bora-Hansgrohe \| + 0" \| \| \| 3r \| Julian Alaphilippe \| Deceuninck-Quick Step \| + 0" \| \| \| 4t \| Lorrenzo Manzin \| Vital Concept-B&B Hotels \| + 0" \| \| \| 5è \| Clément Venturini \| AG2R La Mondiale \| + 0" \| \| \| 6è \| Edvald Boasson Hagen \| Dimension Data \| + 0" \| \| \| 7è \| Zdeněk Štybar \| Deceuninck-Quick Step \| + 0" \| \| \| 8è \| Sonny Colbrelli \| Bahrain-Merida \| + 0" \| \| \| 9è \| Philippe Gilbert \| Deceuninck-Quick Step \| + 0" \| \| \| 10è \| Mads Würtz Schmidt \| Katusha-Alpecin \| + 0" \| \| |                      |                          |            |
| |                      |                          |            |
| Font: ProCyclingStats |                      |                          |            |
| Classificació de l'etapa |                      |                          |            |
| Corredor | Corredor             | Equip                    | Temps      |
| 1r | Wout van Aert        | Team Jumbo-Visma         | 5h 00' 34" |
| 2n | Sam Bennett          | Bora-Hansgrohe           | + 0"       |
| 3r | Julian Alaphilippe   | Deceuninck-Quick Step    | + 0"       |
| 4t | Lorrenzo Manzin      | Vital Concept-B&B Hotels | + 0"       |
| 5è | Clément Venturini    | AG2R La Mondiale         | + 0"       |
| 6è | Edvald Boasson Hagen | Dimension Data           | + 0"       |
| 7è | Zdeněk Štybar        | Deceuninck-Quick Step    | + 0"       |
| 8è | Sonny Colbrelli      | Bahrain-Merida           | + 0"       |
| 9è | Philippe Gilbert     | Deceuninck-Quick Step    | + 0"       |
| 10è | Mads Würtz Schmidt   | Katusha-Alpecin          | + 0"       |

| \| Classificació general \| Classificació general \| Classificació general \| Classificació general \| Classificació general \| \| Corredor \| Corredor \| Equip \| Temps \| \| \| --------------------- \| --------------------- \| --------------------- \| --------------------- \| --------------------- \| \| 1r \| Adam Yates \| Mitchelton-Scott \| 17h 28' 00" \| \| \| 2n \| Dylan Teuns \| Bahrain-Merida \| + 4" \| \| \| 3r \| Tejay van Garderen \| EF Education First \| + 6" \| \| \| 4t \| Jakob Fuglsang \| Astana \| + 7" \| \| \| 5è \| Wout van Aert \| Team Jumbo-Visma \| + 20" \| \| \| 6è \| Steven Kruijswijk \| Team Jumbo-Visma \| + 24" \| \| \| 7è \| Thibaut Pinot \| Groupama-FDJ \| + 25" \| \| \| 8è \| Emanuel Buchmann \| Bora-Hansgrohe \| + 26" \| \| \| 9è \| Aleksei Lutsenko \| Astana \| + 30" \| \| \| 10è \| Nairo Quintana Rojas \| Movistar Team \| + 40" \| \| |                      |                    |             |
| |                      |                    |             |
| Font: ProCyclingStats |                      |                    |             |
| Classificació general |                      |                    |             |
| Corredor | Corredor             | Equip              | Temps       |
| 1r | Adam Yates           | Mitchelton-Scott   | 17h 28' 00" |
| 2n | Dylan Teuns          | Bahrain-Merida     | + 4"        |
| 3r | Tejay van Garderen   | EF Education First | + 6"        |
| 4t | Jakob Fuglsang       | Astana             | + 7"        |
| 5è | Wout van Aert        | Team Jumbo-Visma   | + 20"       |
| 6è | Steven Kruijswijk    | Team Jumbo-Visma   | + 24"       |
| 7è | Thibaut Pinot        | Groupama-FDJ       | + 25"       |
| 8è | Emanuel Buchmann     | Bora-Hansgrohe     | + 26"       |
| 9è | Aleksei Lutsenko     | Astana             | + 30"       |
| 10è | Nairo Quintana Rojas | Movistar Team      | + 40"       |

### 6a etapa
| \| Classificació de l'etapa \| Classificació de l'etapa \| Classificació de l'etapa \| Classificació de l'etapa \| Classificació de l'etapa \| \| Corredor \| Corredor \| Equip \| Temps \| \| \| ------------------------ \| ------------------------ \| ------------------------ \| ------------------------ \| ------------------------ \| \| 1r \| Julian Alaphilippe \| Deceuninck-Quick Step \| 6h 00' 54" \| \| \| 2n \| Gregor Mühlberger \| Bora-Hansgrohe \| + 0" \| \| \| 3r \| Alessandro De Marchi \| CCC Team \| + 22" \| \| \| 4t \| Wout Poels \| Team Ineos \| + 6' 10" \| \| \| 5è \| Gorka Izagirre Insausti \| Astana \| + 6' 10" \| \| \| 6è \| Jakob Fuglsang \| Astana \| + 6' 10" \| \| \| 7è \| Jack Haig \| Mitchelton-Scott \| + 6' 10" \| \| \| 8è \| Adam Yates \| Mitchelton-Scott \| + 6' 10" \| \| \| 9è \| Nairo Quintana Rojas \| Movistar Team \| + 6' 10" \| \| \| 10è \| Aleksei Lutsenko \| Astana \| + 6' 10" \| \| |                         |                       |            |
| |                         |                       |            |
| Font: ProCyclingStats |                         |                       |            |
| Classificació de l'etapa |                         |                       |            |
| Corredor | Corredor                | Equip                 | Temps      |
| 1r | Julian Alaphilippe      | Deceuninck-Quick Step | 6h 00' 54" |
| 2n | Gregor Mühlberger       | Bora-Hansgrohe        | + 0"       |
| 3r | Alessandro De Marchi    | CCC Team              | + 22"      |
| 4t | Wout Poels              | Team Ineos            | + 6' 10"   |
| 5è | Gorka Izagirre Insausti | Astana                | + 6' 10"   |
| 6è | Jakob Fuglsang          | Astana                | + 6' 10"   |
| 7è | Jack Haig               | Mitchelton-Scott      | + 6' 10"   |
| 8è | Adam Yates              | Mitchelton-Scott      | + 6' 10"   |
| 9è | Nairo Quintana Rojas    | Movistar Team         | + 6' 10"   |
| 10è | Aleksei Lutsenko        | Astana                | + 6' 10"   |

| \| Classificació general \| Classificació general \| Classificació general \| Classificació general \| Classificació general \| \| Corredor \| Corredor \| Equip \| Temps \| \| \| --------------------- \| --------------------- \| --------------------- \| --------------------- \| --------------------- \| \| 1r \| Adam Yates \| Mitchelton-Scott \| 23h 35' 04" \| \| \| 2n \| Dylan Teuns \| Bahrain-Merida \| + 4" \| \| \| 3r \| Tejay van Garderen \| EF Education First \| + 6" \| \| \| 4t \| Jakob Fuglsang \| Astana \| + 7" \| \| \| 5è \| Steven Kruijswijk \| Team Jumbo-Visma \| + 24" \| \| \| 6è \| Thibaut Pinot \| Groupama-FDJ \| + 25" \| \| \| 7è \| Emanuel Buchmann \| Bora-Hansgrohe \| + 26" \| \| \| 8è \| Aleksei Lutsenko \| Astana \| + 30" \| \| \| 9è \| Nairo Quintana Rojas \| Movistar Team \| + 40" \| \| \| 10è \| Wout Poels \| Team Ineos \| + 40" \| \| |                      |                    |             |
| |                      |                    |             |
| Font: ProCyclingStats |                      |                    |             |
| Classificació general |                      |                    |             |
| Corredor | Corredor             | Equip              | Temps       |
| 1r | Adam Yates           | Mitchelton-Scott   | 23h 35' 04" |
| 2n | Dylan Teuns          | Bahrain-Merida     | + 4"        |
| 3r | Tejay van Garderen   | EF Education First | + 6"        |
| 4t | Jakob Fuglsang       | Astana             | + 7"        |
| 5è | Steven Kruijswijk    | Team Jumbo-Visma   | + 24"       |
| 6è | Thibaut Pinot        | Groupama-FDJ       | + 25"       |
| 7è | Emanuel Buchmann     | Bora-Hansgrohe     | + 26"       |
| 8è | Aleksei Lutsenko     | Astana             | + 30"       |
| 9è | Nairo Quintana Rojas | Movistar Team      | + 40"       |
| 10è | Wout Poels           | Team Ineos         | + 40"       |

### 7a etapa
| \| Classificació de l'etapa \| Classificació de l'etapa \| Classificació de l'etapa \| Classificació de l'etapa \| Classificació de l'etapa \| \| Corredor \| Corredor \| Equip \| Temps \| \| \| ------------------------ \| ------------------------ \| ------------------------ \| ------------------------ \| ------------------------ \| \| 1r \| Wout Poels \| Team Ineos \| 4h 01' 34" \| \| \| 2n \| Jakob Fuglsang \| Astana \| + 1" \| \| \| 3r \| Emanuel Buchmann \| Bora-Hansgrohe \| + 1" \| \| \| 4t \| Thibaut Pinot \| Groupama-FDJ \| + 10" \| \| \| 5è \| Daniel Martin \| UAE Team Emirates \| + 10" \| \| \| 6è \| Adam Yates \| Mitchelton-Scott \| + 10" \| \| \| 7è \| Romain Bardet \| AG2R La Mondiale \| + 13" \| \| \| 8è \| Tejay van Garderen \| EF Education First \| + 16" \| \| \| 9è \| Dylan Teuns \| Bahrain-Merida \| + 30" \| \| \| 10è \| Bjorg Lambrecht \| Lotto-Soudal \| + 34" \| \| |                    |                    |            |
| |                    |                    |            |
| Font: ProCyclingStats |                    |                    |            |
| Classificació de l'etapa |                    |                    |            |
| Corredor | Corredor           | Equip              | Temps      |
| 1r | Wout Poels         | Team Ineos         | 4h 01' 34" |
| 2n | Jakob Fuglsang     | Astana             | + 1"       |
| 3r | Emanuel Buchmann   | Bora-Hansgrohe     | + 1"       |
| 4t | Thibaut Pinot      | Groupama-FDJ       | + 10"      |
| 5è | Daniel Martin      | UAE Team Emirates  | + 10"      |
| 6è | Adam Yates         | Mitchelton-Scott   | + 10"      |
| 7è | Romain Bardet      | AG2R La Mondiale   | + 13"      |
| 8è | Tejay van Garderen | EF Education First | + 16"      |
| 9è | Dylan Teuns        | Bahrain-Merida     | + 30"      |
| 10è | Bjorg Lambrecht    | Lotto-Soudal       | + 34"      |

| \| Classificació general \| Classificació general \| Classificació general \| Classificació general \| Classificació general \| \| Corredor \| Corredor \| Equip \| Temps \| \| \| --------------------- \| --------------------- \| --------------------- \| --------------------- \| --------------------- \| \| 1r \| Jakob Fuglsang \| Astana \| 27h 36' 40" \| \| \| 2n \| Adam Yates \| Mitchelton-Scott \| + 8" \| \| \| 3r \| Tejay van Garderen \| EF Education First \| + 20" \| \| \| 4t \| Emanuel Buchmann \| Bora-Hansgrohe \| + 21" \| \| \| 5è \| Wout Poels \| Team Ineos \| + 28" \| \| \| 6è \| Dylan Teuns \| Bahrain-Merida \| + 32" \| \| \| 7è \| Thibaut Pinot \| Groupama-FDJ \| + 33" \| \| \| 8è \| Aleksei Lutsenko \| Astana \| + 1' 12" \| \| \| 9è \| Steven Kruijswijk \| Team Jumbo-Visma \| + 1' 20" \| \| \| 10è \| Daniel Martin \| UAE Team Emirates \| + 1' 21" \| \| |                    |                    |             |
| |                    |                    |             |
| Font: ProCyclingStats |                    |                    |             |
| Classificació general |                    |                    |             |
| Corredor | Corredor           | Equip              | Temps       |
| 1r | Jakob Fuglsang     | Astana             | 27h 36' 40" |
| 2n | Adam Yates         | Mitchelton-Scott   | + 8"        |
| 3r | Tejay van Garderen | EF Education First | + 20"       |
| 4t | Emanuel Buchmann   | Bora-Hansgrohe     | + 21"       |
| 5è | Wout Poels         | Team Ineos         | + 28"       |
| 6è | Dylan Teuns        | Bahrain-Merida     | + 32"       |
| 7è | Thibaut Pinot      | Groupama-FDJ       | + 33"       |
| 8è | Aleksei Lutsenko   | Astana             | + 1' 12"    |
| 9è | Steven Kruijswijk  | Team Jumbo-Visma   | + 1' 20"    |
| 10è | Daniel Martin      | UAE Team Emirates  | + 1' 21"    |

### 8a etapa
| \| Classificació de l'etapa \| Classificació de l'etapa \| Classificació de l'etapa \| Classificació de l'etapa \| Classificació de l'etapa \| \| Corredor \| Corredor \| Equip \| Temps \| \| \| ------------------------ \| ------------------------ \| ------------------------ \| ------------------------ \| ------------------------ \| \| 1r \| Dylan van Baarle \| Team Ineos \| 3h 05' 48" \| \| \| 2n \| Jack Haig \| Mitchelton-Scott \| + 0" \| \| \| 3r \| Carl Fredrik Hagen \| Lotto-Soudal \| + 50" \| \| \| 4t \| Warren Barguil \| Arkéa-Samsic \| + 1' 12" \| \| \| 5è \| Sepp Kuss \| Team Jumbo-Visma \| + 1' 12" \| \| \| 6è \| Sébastien Reichenbach \| Groupama-FDJ \| + 1' 12" \| \| \| 7è \| Julian Alaphilippe \| Deceuninck-Quick Step \| + 1' 16" \| \| \| 8è \| Aleksei Lutsenko \| Astana \| + 1' 59" \| \| \| 9è \| Xandro Meurisse \| Wanty-Gobert \| + 1' 59" \| \| \| 10è \| Emanuel Buchmann \| Bora-Hansgrohe \| + 1' 59" \| \| |                       |                       |            |
| |                       |                       |            |
| Font: ProCyclingStats |                       |                       |            |
| Classificació de l'etapa |                       |                       |            |
| Corredor | Corredor              | Equip                 | Temps      |
| 1r | Dylan van Baarle      | Team Ineos            | 3h 05' 48" |
| 2n | Jack Haig             | Mitchelton-Scott      | + 0"       |
| 3r | Carl Fredrik Hagen    | Lotto-Soudal          | + 50"      |
| 4t | Warren Barguil        | Arkéa-Samsic          | + 1' 12"   |
| 5è | Sepp Kuss             | Team Jumbo-Visma      | + 1' 12"   |
| 6è | Sébastien Reichenbach | Groupama-FDJ          | + 1' 12"   |
| 7è | Julian Alaphilippe    | Deceuninck-Quick Step | + 1' 16"   |
| 8è | Aleksei Lutsenko      | Astana                | + 1' 59"   |
| 9è | Xandro Meurisse       | Wanty-Gobert          | + 1' 59"   |
| 10è | Emanuel Buchmann      | Bora-Hansgrohe        | + 1' 59"   |

## Classificacions finals

### Classificació general
| \| Classificació general \| Classificació general \| Classificació general \| Classificació general \| Classificació general \| \| Corredor \| Corredor \| Equip \| Temps \| \| \| --------------------- \| --------------------- \| --------------------- \| --------------------- \| --------------------- \| \| 1r \| Jakob Fuglsang \| Astana \| 30h 44' 27" \| \| \| 2n \| Tejay van Garderen \| EF Education First \| + 20" \| \| \| 3r \| Emanuel Buchmann \| Bora-Hansgrohe \| + 21" \| \| \| 4t \| Wout Poels \| Team Ineos \| + 28" \| \| \| 5è \| Thibaut Pinot \| Groupama-FDJ \| + 33" \| \| \| 6è \| Dylan Teuns \| Bahrain-Merida \| + 1' 11" \| \| \| 7è \| Aleksei Lutsenko \| Astana \| + 1' 12" \| \| \| 8è \| Daniel Martin \| UAE Team Emirates \| + 1' 21" \| \| \| 9è \| Nairo Quintana Rojas \| Movistar Team \| + 1' 24" \| \| \| 10è \| Romain Bardet \| AG2R La Mondiale \| + 1' 38" \| \| |                      |                    |             |
| |                      |                    |             |
| Font: ProCyclingStats |                      |                    |             |
| Classificació general |                      |                    |             |
| Corredor | Corredor             | Equip              | Temps       |
| 1r | Jakob Fuglsang       | Astana             | 30h 44' 27" |
| 2n | Tejay van Garderen   | EF Education First | + 20"       |
| 3r | Emanuel Buchmann     | Bora-Hansgrohe     | + 21"       |
| 4t | Wout Poels           | Team Ineos         | + 28"       |
| 5è | Thibaut Pinot        | Groupama-FDJ       | + 33"       |
| 6è | Dylan Teuns          | Bahrain-Merida     | + 1' 11"    |
| 7è | Aleksei Lutsenko     | Astana             | + 1' 12"    |
| 8è | Daniel Martin        | UAE Team Emirates  | + 1' 21"    |
| 9è | Nairo Quintana Rojas | Movistar Team      | + 1' 24"    |
| 10è | Romain Bardet        | AG2R La Mondiale   | + 1' 38"    |

### Classificacions secundàries
| Classificació de la muntanya | Classificació de la muntanya | Classificació de la muntanya | Classificació de la muntanya | Classificació de la muntanya |
| Corredor                     | Corredor                     | Equip                        | Punts                        |                              |
| ---------------------------- | ---------------------------- | ---------------------------- | ---------------------------- | ---------------------------- |
| 1r                           | Julian Alaphilippe           | Deceuninck-Quick Step        | 75 pts                       |                              |
| 2n                           | Magnus Cort Nielsen          | Astana                       | 25 pts                       |                              |
| 3r                           | Wout Poels                   | Team Ineos                   | 15 pts                       |                              |
| 4t                           | Jack Haig                    | Mitchelton-Scott             | 14 pts                       |                              |
| 5è                           | Alessandro De Marchi         | CCC Team                     | 14 pts                       |                              |
| 6è                           | Dylan van Baarle             | Team Ineos                   | 14 pts                       |                              |
| 7è                           | Lennard Hofstede             | Team Jumbo-Visma             | 14 pts                       |                              |
| 8è                           | Jakob Fuglsang               | Astana                       | 12 pts                       |                              |
| 9è                           | Emanuel Buchmann             | Bora-Hansgrohe               | 12 pts                       |                              |
| 10è                          | Aleksei Lutsenko             | Astana                       | 10 pts                       |                              |

| Classificació de la muntanya | Classificació de la muntanya | Classificació de la muntanya | Classificació de la muntanya | Classificació de la muntanya |
| Corredor                     | Corredor                     | Equip                        | Punts                        |                              |
| ---------------------------- | ---------------------------- | ---------------------------- | ---------------------------- | ---------------------------- |
| 1r                           | Julian Alaphilippe           | Deceuninck-Quick Step        | 75 pts                       |                              |
| 2n                           | Magnus Cort Nielsen          | Astana                       | 25 pts                       |                              |
| 3r                           | Wout Poels                   | Team Ineos                   | 15 pts                       |                              |
| 4t                           | Jack Haig                    | Mitchelton-Scott             | 14 pts                       |                              |
| 5è                           | Alessandro De Marchi         | CCC Team                     | 14 pts                       |                              |
| 6è                           | Dylan van Baarle             | Team Ineos                   | 14 pts                       |                              |
| 7è                           | Lennard Hofstede             | Team Jumbo-Visma             | 14 pts                       |                              |
| 8è                           | Jakob Fuglsang               | Astana                       | 12 pts                       |                              |
| 9è                           | Emanuel Buchmann             | Bora-Hansgrohe               | 12 pts                       |                              |
| 10è                          | Aleksei Lutsenko             | Astana                       | 10 pts                       |                              |

| Classificació per punts | Classificació per punts | Classificació per punts | Classificació per punts | Classificació per punts |
| Corredor                | Corredor                | Equip                   | Punts                   |                         |
| ----------------------- | ----------------------- | ----------------------- | ----------------------- | ----------------------- |
| 1r                      | Wout van Aert           | Team Jumbo-Visma        | 82 pts                  |                         |
| 2n                      | Edvald Boasson Hagen    | Dimension Data          | 53 pts                  |                         |
| 3r                      | Julian Alaphilippe      | Deceuninck-Quick Step   | 49 pts                  |                         |
| 4t                      | Aleksei Lutsenko        | Astana                  | 48 pts                  |                         |
| 5è                      | Sam Bennett             | Bora-Hansgrohe          | 47 pts                  |                         |
| 6è                      | Jakob Fuglsang          | Astana                  | 39 pts                  |                         |
| 7è                      | Wout Poels              | Team Ineos              | 31 pts                  |                         |
| 8è                      | Dylan Teuns             | Bahrain-Merida          | 31 pts                  |                         |
| 9è                      | Nils Politt             | Katusha-Alpecin         | 31 pts                  |                         |
| 10è                     | Philippe Gilbert        | Deceuninck-Quick Step   | 30 pts                  |                         |

| Classificació per punts | Classificació per punts | Classificació per punts | Classificació per punts | Classificació per punts |
| Corredor                | Corredor                | Equip                   | Punts                   |                         |
| ----------------------- | ----------------------- | ----------------------- | ----------------------- | ----------------------- |
| 1r                      | Wout van Aert           | Team Jumbo-Visma        | 82 pts                  |                         |
| 2n                      | Edvald Boasson Hagen    | Dimension Data          | 53 pts                  |                         |
| 3r                      | Julian Alaphilippe      | Deceuninck-Quick Step   | 49 pts                  |                         |
| 4t                      | Aleksei Lutsenko        | Astana                  | 48 pts                  |                         |
| 5è                      | Sam Bennett             | Bora-Hansgrohe          | 47 pts                  |                         |
| 6è                      | Jakob Fuglsang          | Astana                  | 39 pts                  |                         |
| 7è                      | Wout Poels              | Team Ineos              | 31 pts                  |                         |
| 8è                      | Dylan Teuns             | Bahrain-Merida          | 31 pts                  |                         |
| 9è                      | Nils Politt             | Katusha-Alpecin         | 31 pts                  |                         |
| 10è                     | Philippe Gilbert        | Deceuninck-Quick Step   | 30 pts                  |                         |

| Classificació del millor jove | Classificació del millor jove | Classificació del millor jove | Classificació del millor jove | Classificació del millor jove |
| Corredor                      | Corredor                      | Equip                         | Temps                         |                               |
| ----------------------------- | ----------------------------- | ----------------------------- | ----------------------------- | ----------------------------- |
| 1r                            | Bjorg Lambrecht               | Lotto-Soudal                  | 30h 47' 44"                   |                               |
| 2n                            | Neilson Powless               | Team Jumbo-Visma              | + 11' 42"                     |                               |
| 3r                            | Sepp Kuss                     | Team Jumbo-Visma              | + 16' 02"                     |                               |
| 4t                            | Nils Politt                   | Katusha-Alpecin               | + 24' 31"                     |                               |
| 5è                            | Gianni Moscon                 | Team Ineos                    | + 24' 42"                     |                               |
| 6è                            | David Gaudu                   | Groupama-FDJ                  | + 32' 55"                     |                               |
| 7è                            | Robert Power                  | Team Sunweb                   | + 33' 34"                     |                               |
| 8è                            | Wout van Aert                 | Team Jumbo-Visma              | + 41' 52"                     |                               |
| 9è                            | Lennard Hofstede              | Team Jumbo-Visma              | + 47' 17"                     |                               |
| 10è                           | Cristian Camilo Muñoz         | UAE Team Emirates             | + 49' 38"                     |                               |

| Classificació del millor jove | Classificació del millor jove | Classificació del millor jove | Classificació del millor jove | Classificació del millor jove |
| Corredor                      | Corredor                      | Equip                         | Temps                         |                               |
| ----------------------------- | ----------------------------- | ----------------------------- | ----------------------------- | ----------------------------- |
| 1r                            | Bjorg Lambrecht               | Lotto-Soudal                  | 30h 47' 44"                   |                               |
| 2n                            | Neilson Powless               | Team Jumbo-Visma              | + 11' 42"                     |                               |
| 3r                            | Sepp Kuss                     | Team Jumbo-Visma              | + 16' 02"                     |                               |
| 4t                            | Nils Politt                   | Katusha-Alpecin               | + 24' 31"                     |                               |
| 5è                            | Gianni Moscon                 | Team Ineos                    | + 24' 42"                     |                               |
| 6è                            | David Gaudu                   | Groupama-FDJ                  | + 32' 55"                     |                               |
| 7è                            | Robert Power                  | Team Sunweb                   | + 33' 34"                     |                               |
| 8è                            | Wout van Aert                 | Team Jumbo-Visma              | + 41' 52"                     |                               |
| 9è                            | Lennard Hofstede              | Team Jumbo-Visma              | + 47' 17"                     |                               |
| 10è                           | Cristian Camilo Muñoz         | UAE Team Emirates             | + 49' 38"                     |                               |

| Classificació per equips | Classificació per equips | Classificació per equips | Classificació per equips |
| Equip                    | Equip                    | Temps                    |                          |
| ------------------------ | ------------------------ | ------------------------ | ------------------------ |
| 1r                       | Astana                   | 92h 19' 24"              |                          |
| 2n                       | Ineos                    | + 12' 58"                |                          |
| 3r                       | Groupama-FDJ             | + 13' 22"                |                          |
| 4t                       | Team Jumbo-Visma         | + 18' 38"                |                          |
| 5è                       | Mitchelton-Scott         | + 27' 21"                |                          |
| 6è                       | EF Education First       | + 34' 30"                |                          |
| 7è                       | Movistar Team            | + 37' 47"                |                          |
| 8è                       | Bahrain-Merida           | + 38' 05"                |                          |
| 9è                       | Wanty-Groupe Gobert      | + 40' 17"                |                          |
| 10è                      | UAE Team Emirates        | + 49' 52"                |                          |

| Classificació per equips | Classificació per equips | Classificació per equips | Classificació per equips |
| Equip                    | Equip                    | Temps                    |                          |
| ------------------------ | ------------------------ | ------------------------ | ------------------------ |
| 1r                       | Astana                   | 92h 19' 24"              |                          |
| 2n                       | Ineos                    | + 12' 58"                |                          |
| 3r                       | Groupama-FDJ             | + 13' 22"                |                          |
| 4t                       | Team Jumbo-Visma         | + 18' 38"                |                          |
| 5è                       | Mitchelton-Scott         | + 27' 21"                |                          |
| 6è                       | EF Education First       | + 34' 30"                |                          |
| 7è                       | Movistar Team            | + 37' 47"                |                          |
| 8è                       | Bahrain-Merida           | + 38' 05"                |                          |
| 9è                       | Wanty-Groupe Gobert      | + 40' 17"                |                          |
| 10è                      | UAE Team Emirates        | + 49' 52"                |                          |

## Evolució de les classificacions
| Etapa                  | Vencedor               | Classificació general | Classificació per punts | Classificació de la muntanya | Classificació dels joves | Classificació per equips |
| ---------------------- | ---------------------- | --------------------- | ----------------------- | ---------------------------- | ------------------------ | ------------------------ |
| 1                      | Edvald Boasson Hagen   | Edvald Boasson Hagen  | Edvald Boasson Hagen    | Casper Pedersen              | Wout Van Aert            | Wanty-Groupe Gobert      |
| 2                      | Dylan Teuns            | Dylan Teuns           | Alexey Lutsenko         | Casper Pedersen              | Wout Van Aert            | Astana                   |
| 3                      | Sam Bennett            | Dylan Teuns           | Wout Van Aert           | Casper Pedersen              | Wout Van Aert            | Astana                   |
| 4                      | Wout Van Aert          | Adam Yates            | Wout Van Aert           | Casper Pedersen              | Wout Van Aert            | EF Education First       |
| 5                      | Wout Van Aert          | Adam Yates            | Wout Van Aert           | Casper Pedersen              | Wout Van Aert            | EF Education First       |
| 6                      | Julian Alaphilippe     | Adam Yates            | Wout Van Aert           | Julian Alaphilippe           | Bjorg Lambrecht          | EF Education First       |
| 7                      | Wout Poels             | Jakob Fuglsang        | Wout Van Aert           | Julian Alaphilippe           | Bjorg Lambrecht          | Astana                   |
| 8                      | Dylan Van Baarle       | Jakob Fuglsang        | Wout Van Aert           | Julian Alaphilippe           | Bjorg Lambrecht          | Astana                   |
| Classificacions finals | Classificacions finals | Jakob Fuglsang        | Wout Van Aert           | Julian Alaphilippe           | Bjorg Lambrecht          | Astana                   |

## Llista de participants
| Team Ineos INS | Team Ineos INS           | Team Ineos INS |
| -------------- | ------------------------ | -------------- |
| Núm            | Ciclista                 | Pos            |
| 1              | Christopher Froome (GBR) | NP-4           |
| 2              | Vassil Kirienka (BLR)    | 101è           |
| 3              | Michał Kwiatkowski (POL) | 29è            |
| 4              | Gianni Moscon (ITA)      | 34è            |
| 5              | Wout Poels (NED)         | 4t             |
| 6              | Ian Stannard (GBR)       | 96è            |
| 7              | Dylan van Baarle (NED)   | 32è            |

| Mitchelton-Scott MTS | Mitchelton-Scott MTS | Mitchelton-Scott MTS |
| -------------------- | -------------------- | -------------------- |
| Núm                  | Ciclista             | Pos                  |
| 11                   | Adam Yates (GBR)     | DNF-8                |
| 12                   | Jack Haig (AUS)      | 27è                  |
| 13                   | Damien Howson (AUS)  | 30è                  |
| 14                   | Daryl Impey (RSA)    | 71è                  |
| 15                   | Luka Mezgec (SLO)    | DNF-7                |
| 16                   | Nick Schultz (AUS)   | 59è                  |
| 17                   | Dion Smith (NZL)     | DNF-8                |

| AG2R La Mondiale ALM | AG2R La Mondiale ALM    | AG2R La Mondiale ALM |
| -------------------- | ----------------------- | -------------------- |
| Núm                  | Ciclista                | Pos                  |
| 21                   | Romain Bardet (FRA)     | 10è                  |
| 22                   | Mikaël Cherel (FRA)     | 23è                  |
| 23                   | Benoît Cosnefroy (FRA)  | 80è                  |
| 24                   | Alexandre Geniez (FRA)  | DNF-6                |
| 25                   | Alexis Gougeard (FRA)   | DNF-7                |
| 26                   | Oliver Naesen (BEL)     | 50è                  |
| 27                   | Clément Venturini (FRA) | DNF-8                |

| UAE Team Emirates UAD | UAE Team Emirates UAD       | UAE Team Emirates UAD |
| --------------------- | --------------------------- | --------------------- |
| Núm                   | Ciclista                    | Pos                   |
| 31                    | Daniel Martin (IRL)         | 8è                    |
| 32                    | Vegard Stake Laengen (NOR)  | 84è                   |
| 33                    | Cristian Camilo Muñoz (COL) | 58è                   |
| 34                    | Simone Petilli (ITA)        | 22è                   |
| 35                    | Edward Ravasi (ITA)         | DNF-8                 |
| 36                    | Rory Sutherland (AUS)       | 97è                   |
| 37                    | Oliviero Troia (ITA)        | DNF-7                 |

| Deceuninck-Quick Step DQT | Deceuninck-Quick Step DQT | Deceuninck-Quick Step DQT |
| ------------------------- | ------------------------- | ------------------------- |
| Núm                       | Ciclista                  | Pos                       |
| 41                        | Julian Alaphilippe (FRA)  | 35è                       |
| 42                        | Rémi Cavagna (FRA)        | 74è                       |
| 43                        | Tim Declercq (BEL)        | DNF-2                     |
| 44                        | Philippe Gilbert (BEL)    | 28è                       |
| 45                        | Álvaro Hodeg Chagui (COL) | DNF-7                     |
| 46                        | Zdeněk Štybar (CZE)       | 70è                       |
| 47                        | Petr Vakoč (CZE)          | 76è                       |

| Bora-Hansgrohe BOH | Bora-Hansgrohe BOH        | Bora-Hansgrohe BOH |
| ------------------ | ------------------------- | ------------------ |
| Núm                | Ciclista                  | Pos                |
| 51                 | Emanuel Buchmann (GER)    | 3r                 |
| 52                 | Shane Archbold (NZL)      | NP-6               |
| 53                 | Cesare Benedetti (ITA)    | 88è                |
| 54                 | Sam Bennett (IRL)         | 102è               |
| 55                 | Felix Großschartner (AUT) | 53è                |
| 56                 | Gregor Mühlberger (AUT)   | DNF-8              |
| 57                 | Christoph Pfingsten (GER) | 79è                |

| Astana AST | Astana AST                    | Astana AST |
| ---------- | ----------------------------- | ---------- |
| Núm        | Ciclista                      | Pos        |
| 61         | Jakob Fuglsang (DEN)          | 1r         |
| 62         | Davide Ballerini (ITA)        | NP-7       |
| 63         | Hernando Bohórquez (COL)      | 67è        |
| 64         | Hugo Houle (CAN)              | 65è        |
| 65         | Gorka Izagirre Insausti (ESP) | 18è        |
| 66         | Aleksei Lutsenko (KAZ)        | 7è         |
| 67         | Magnus Cort Nielsen (DEN)     | 19è        |

| Cofidis, Solutions Crédits COF | Cofidis, Solutions Crédits COF    | Cofidis, Solutions Crédits COF |
| ------------------------------ | --------------------------------- | ------------------------------ |
| Núm                            | Ciclista                          | Pos                            |
| 71                             | Nacer Bouhanni (FRA)              | DNF-2                          |
| 72                             | John Darwin Atapuma Hurtado (COL) | NP-8                           |
| 73                             | Natnael Berhane (ERI)             | 81è                            |
| 74                             | Nicolas Edet (FRA)                | 20è                            |
| 75                             | Jesper Hansen (DEN)               | 45è                            |
| 76                             | Stéphane Rossetto (FRA)           | NP-8                           |
| 77                             | Geoffrey Soupe (FRA)              | DNF-2                          |

| Movistar Team MOV | Movistar Team MOV               | Movistar Team MOV |
| ----------------- | ------------------------------- | ----------------- |
| Núm               | Ciclista                        | Pos               |
| 81                | Nairo Quintana Rojas (COL)      | 9è                |
| 82                | Imanol Erviti Ollo (ESP)        | 89è               |
| 83                | Rubén Fernández Andújar (ESP)   | 39è               |
| 84                | Nélson Oliveira (POR)           | DNF-3             |
| 85                | Eduardo Sepúlveda (ARG)         | 44è               |
| 86                | Rafael Valls Ferri (ESP)        | 48è               |
| 87                | Carlos Verona Quintanilla (ESP) | 36è               |

| Groupama-FDJ GFC | Groupama-FDJ GFC            | Groupama-FDJ GFC |
| ---------------- | --------------------------- | ---------------- |
| Núm              | Ciclista                    | Pos              |
| 91               | Thibaut Pinot (FRA)         | 5è               |
| 92               | William Bonnet (FRA)        | 105è             |
| 93               | David Gaudu (FRA)           | 40è              |
| 94               | Mathieu Ladagnous (FRA)     | 52è              |
| 95               | Rudy Molard (FRA)           | 21è              |
| 96               | Sébastien Reichenbach (SUI) | 15è              |
| 97               | Anthony Roux (FRA)          | 75è              |

| Team Jumbo-Visma TJV | Team Jumbo-Visma TJV    | Team Jumbo-Visma TJV |
| -------------------- | ----------------------- | -------------------- |
| Núm                  | Ciclista                | Pos                  |
| 101                  | Steven Kruijswijk (NED) | DNF-8                |
| 102                  | Pascal Eenkhoorn (NED)  | 91è                  |
| 103                  | Lennard Hofstede (NED)  | 55è                  |
| 104                  | Sepp Kuss (USA)         | 26è                  |
| 105                  | Neilson Powless (USA)   | 24è                  |
| 106                  | Wout van Aert (BEL)     | 47è                  |
| 107                  | Maarten Wynants (BEL)   | DNF-2                |

| Trek-Segafredo TFS | Trek-Segafredo TFS   | Trek-Segafredo TFS |
| ------------------ | -------------------- | ------------------ |
| Núm                | Ciclista             | Pos                |
| 111                | Richie Porte (AUS)   | 11è                |
| 112                | Julien Bernard (FRA) | 46è                |
| 113                | Koen de Kort (NED)   | 92è                |
| 114                | Niklas Eg (DEN)      | 60è                |
| 115                | Toms Skujiņš (LAT)   | 42è                |
| 116                | Peter Stetina (USA)  | 95è                |
| 117                | Edward Theuns (BEL)  | 90è                |

| EF Education First EF1 | EF Education First EF1    | EF Education First EF1 |
| ---------------------- | ------------------------- | ---------------------- |
| Núm                    | Ciclista                  | Pos                    |
| 121                    | Michael Woods (CAN)       | NP-8                   |
| 122                    | Alberto Bettiol (ITA)     | NP-8                   |
| 123                    | Simon Clarke (AUS)        | DNF-8                  |
| 124                    | Logan Owen (USA)          | 73è                    |
| 125                    | Julius van den Berg (NED) | 106è                   |
| 126                    | Tejay van Garderen (USA)  | 2n                     |
| 127                    | James Whelan (AUS)        | 100è                   |

| Katusha-Alpecin TKA | Katusha-Alpecin TKA         | Katusha-Alpecin TKA |
| ------------------- | --------------------------- | ------------------- |
| Núm                 | Ciclista                    | Pos                 |
| 131                 | Steff Cras (BEL)            | DNF-7               |
| 132                 | Jens Debusschere (BEL)      | NP-7                |
| 133                 | Alex Dowsett (GBR)          | 94è                 |
| 134                 | José Gonçalves Maciel (POR) | 57è                 |
| 135                 | Ruben Guerreiro (POR)       | DNF-3               |
| 136                 | Nils Politt (GER)           | 33è                 |
| 137                 | Mads Würtz Schmidt (DEN)    | NP-7                |

| Lotto-Soudal LTS | Lotto-Soudal LTS         | Lotto-Soudal LTS |
| ---------------- | ------------------------ | ---------------- |
| Núm              | Ciclista                 | Pos              |
| 141              | Bjorg Lambrecht (BEL)    | 12è              |
| 142              | Sander Armée (BEL)       | DNF-2            |
| 143              | Carl Fredrik Hagen (NOR) | 31è              |
| 144              | Jens Keukeleire (BEL)    | 72è              |
| 145              | Tomasz Marczyński (POL)  | 87è              |
| 146              | Rémy Mertz (BEL)         | 82è              |
| 147              | Harm Vanhoucke (BEL)     | NP-6             |

| Bahrain-Merida TBM | Bahrain-Merida TBM        | Bahrain-Merida TBM |
| ------------------ | ------------------------- | ------------------ |
| Núm                | Ciclista                  | Pos                |
| 151                | Sonny Colbrelli (ITA)     | 68è                |
| 152                | Feng Chun-kai             | DNF-2              |
| 153                | Mark Padun (UKR)          | 64è                |
| 154                | Hermann Pernsteiner (AUT) | 16è                |
| 155                | Luka Pibernik (SLO)       | 98è                |
| 156                | Dylan Teuns (BEL)         | 6è                 |
| 157                | Jan Tratnik (SLO)         | 63è                |

| CCC Team CCC | CCC Team CCC               | CCC Team CCC |
| ------------ | -------------------------- | ------------ |
| Núm          | Ciclista                   | Pos          |
| 161          | Serge Pauwels (BEL)        | 37è          |
| 162          | Paweł Bernas (POL)         | 54è          |
| 163          | Alessandro De Marchi (ITA) | 38è          |
| 164          | Jonas Koch (GER)           | 56è          |
| 165          | Joey Rosskopf (USA)        | 25è          |
| 166          | Laurens ten Dam (NED)      | 86è          |
| 167          | Riccardo Zoidl (AUT)       | DNF-2        |

| Dimension Data TDD | Dimension Data TDD               | Dimension Data TDD |
| ------------------ | -------------------------------- | ------------------ |
| Núm                | Ciclista                         | Pos                |
| 171                | Edvald Boasson Hagen (NOR)       | 43è                |
| 172                | Steven Cummings (GBR)            | DNF-2              |
| 173                | Stefan de Bod (RSA)              | 78è                |
| 174                | Nicholas Dlamini (RSA)           | DNF-2              |
| 175                | Jacques Janse van Rensburg (RSA) | NP-5               |
| 176                | Jacobus Venter (RSA)             | 103è               |
| 177                | Julien Vermote (BEL)             | DNF-8              |

| Vital Concept-B&B Hotels VCB | Vital Concept-B&B Hotels VCB | Vital Concept-B&B Hotels VCB |
| ---------------------------- | ---------------------------- | ---------------------------- |
| Núm                          | Ciclista                     | Pos                          |
| 181                          | Pierre Rolland (FRA)         | NP-8                         |
| 182                          | Yoann Bagot (FRA)            | DNF-7                        |
| 183                          | Maxime Cam (FRA)             | DNF-7                        |
| 184                          | Arnaud Courteille (FRA)      | 104è                         |
| 185                          | Cyril Gautier (FRA)          | NP-8                         |
| 186                          | Lorrenzo Manzin (FRA)        | DNF-7                        |
| 187                          | Quentin Pacher (FRA)         | 66è                          |

| Wanty-Gobert WGG | Wanty-Gobert WGG           | Wanty-Gobert WGG |
| ---------------- | -------------------------- | ---------------- |
| Núm              | Ciclista                   | Pos              |
| 191              | Guillaume Martin (FRA)     | 17è              |
| 192              | Bart De Clercq (BEL)       | DNF-6            |
| 193              | Thomas Degand (BEL)        | NP-8             |
| 194              | Fabien Doubey (FRA)        | DNF-8            |
| 195              | Odd Christian Eiking (NOR) | DNF-7            |
| 196              | Xandro Meurisse (BEL)      | 14è              |
| 197              | Marco Minnaard (NED)       | 62è              |

| Arkéa-Samsic PCB | Arkéa-Samsic PCB        | Arkéa-Samsic PCB |
| ---------------- | ----------------------- | ---------------- |
| Núm              | Ciclista                | Pos              |
| 201              | Warren Barguil (FRA)    | 13è              |
| 202              | Maxime Bouet (FRA)      | 51è              |
| 203              | Anthony Delaplace (FRA) | 69è              |
| 204              | André Greipel (GER)     | NP-7             |
| 205              | Kévin Ledanois (FRA)    | 85è              |
| 206              | Jérémy Maison (FRA)     | 49è              |
| 207              | Florian Vachon (FRA)    | 99è              |

| Team Sunweb SUN | Team Sunweb SUN           | Team Sunweb SUN |
| --------------- | ------------------------- | --------------- |
| Núm             | Ciclista                  | Pos             |
| 211             | Tom Dumoulin (NED)        | NP-7            |
| 212             | Johannes Fröhlinger (GER) | 93è             |
| 213             | Joris Nieuwenhuis (NED)   | 77è             |
| 214             | Casper Pedersen (DEN)     | NP-8            |
| 215             | Robert Power (AUS)        | 41è             |
| 216             | Florian Stork (GER)       | 61è             |
| 217             | Martijn Tusveld (NED)     | 83è             |

| Team Ineos INS | Team Ineos INS           | Team Ineos INS |
| -------------- | ------------------------ | -------------- |
| Núm            | Ciclista                 | Pos            |
| 1              | Christopher Froome (GBR) | NP-4           |
| 2              | Vassil Kirienka (BLR)    | 101è           |
| 3              | Michał Kwiatkowski (POL) | 29è            |
| 4              | Gianni Moscon (ITA)      | 34è            |
| 5              | Wout Poels (NED)         | 4t             |
| 6              | Ian Stannard (GBR)       | 96è            |
| 7              | Dylan van Baarle (NED)   | 32è            |

| Mitchelton-Scott MTS | Mitchelton-Scott MTS | Mitchelton-Scott MTS |
| -------------------- | -------------------- | -------------------- |
| Núm                  | Ciclista             | Pos                  |
| 11                   | Adam Yates (GBR)     | DNF-8                |
| 12                   | Jack Haig (AUS)      | 27è                  |
| 13                   | Damien Howson (AUS)  | 30è                  |
| 14                   | Daryl Impey (RSA)    | 71è                  |
| 15                   | Luka Mezgec (SLO)    | DNF-7                |
| 16                   | Nick Schultz (AUS)   | 59è                  |
| 17                   | Dion Smith (NZL)     | DNF-8                |

| AG2R La Mondiale ALM | AG2R La Mondiale ALM    | AG2R La Mondiale ALM |
| -------------------- | ----------------------- | -------------------- |
| Núm                  | Ciclista                | Pos                  |
| 21                   | Romain Bardet (FRA)     | 10è                  |
| 22                   | Mikaël Cherel (FRA)     | 23è                  |
| 23                   | Benoît Cosnefroy (FRA)  | 80è                  |
| 24                   | Alexandre Geniez (FRA)  | DNF-6                |
| 25                   | Alexis Gougeard (FRA)   | DNF-7                |
| 26                   | Oliver Naesen (BEL)     | 50è                  |
| 27                   | Clément Venturini (FRA) | DNF-8                |

| UAE Team Emirates UAD | UAE Team Emirates UAD       | UAE Team Emirates UAD |
| --------------------- | --------------------------- | --------------------- |
| Núm                   | Ciclista                    | Pos                   |
| 31                    | Daniel Martin (IRL)         | 8è                    |
| 32                    | Vegard Stake Laengen (NOR)  | 84è                   |
| 33                    | Cristian Camilo Muñoz (COL) | 58è                   |
| 34                    | Simone Petilli (ITA)        | 22è                   |
| 35                    | Edward Ravasi (ITA)         | DNF-8                 |
| 36                    | Rory Sutherland (AUS)       | 97è                   |
| 37                    | Oliviero Troia (ITA)        | DNF-7                 |

| Deceuninck-Quick Step DQT | Deceuninck-Quick Step DQT | Deceuninck-Quick Step DQT |
| ------------------------- | ------------------------- | ------------------------- |
| Núm                       | Ciclista                  | Pos                       |
| 41                        | Julian Alaphilippe (FRA)  | 35è                       |
| 42                        | Rémi Cavagna (FRA)        | 74è                       |
| 43                        | Tim Declercq (BEL)        | DNF-2                     |
| 44                        | Philippe Gilbert (BEL)    | 28è                       |
| 45                        | Álvaro Hodeg Chagui (COL) | DNF-7                     |
| 46                        | Zdeněk Štybar (CZE)       | 70è                       |
| 47                        | Petr Vakoč (CZE)          | 76è                       |

| Bora-Hansgrohe BOH | Bora-Hansgrohe BOH        | Bora-Hansgrohe BOH |
| ------------------ | ------------------------- | ------------------ |
| Núm                | Ciclista                  | Pos                |
| 51                 | Emanuel Buchmann (GER)    | 3r                 |
| 52                 | Shane Archbold (NZL)      | NP-6               |
| 53                 | Cesare Benedetti (ITA)    | 88è                |
| 54                 | Sam Bennett (IRL)         | 102è               |
| 55                 | Felix Großschartner (AUT) | 53è                |
| 56                 | Gregor Mühlberger (AUT)   | DNF-8              |
| 57                 | Christoph Pfingsten (GER) | 79è                |

| Astana AST | Astana AST                    | Astana AST |
| ---------- | ----------------------------- | ---------- |
| Núm        | Ciclista                      | Pos        |
| 61         | Jakob Fuglsang (DEN)          | 1r         |
| 62         | Davide Ballerini (ITA)        | NP-7       |
| 63         | Hernando Bohórquez (COL)      | 67è        |
| 64         | Hugo Houle (CAN)              | 65è        |
| 65         | Gorka Izagirre Insausti (ESP) | 18è        |
| 66         | Aleksei Lutsenko (KAZ)        | 7è         |
| 67         | Magnus Cort Nielsen (DEN)     | 19è        |

| Cofidis, Solutions Crédits COF | Cofidis, Solutions Crédits COF    | Cofidis, Solutions Crédits COF |
| ------------------------------ | --------------------------------- | ------------------------------ |
| Núm                            | Ciclista                          | Pos                            |
| 71                             | Nacer Bouhanni (FRA)              | DNF-2                          |
| 72                             | John Darwin Atapuma Hurtado (COL) | NP-8                           |
| 73                             | Natnael Berhane (ERI)             | 81è                            |
| 74                             | Nicolas Edet (FRA)                | 20è                            |
| 75                             | Jesper Hansen (DEN)               | 45è                            |
| 76                             | Stéphane Rossetto (FRA)           | NP-8                           |
| 77                             | Geoffrey Soupe (FRA)              | DNF-2                          |

| Movistar Team MOV | Movistar Team MOV               | Movistar Team MOV |
| ----------------- | ------------------------------- | ----------------- |
| Núm               | Ciclista                        | Pos               |
| 81                | Nairo Quintana Rojas (COL)      | 9è                |
| 82                | Imanol Erviti Ollo (ESP)        | 89è               |
| 83                | Rubén Fernández Andújar (ESP)   | 39è               |
| 84                | Nélson Oliveira (POR)           | DNF-3             |
| 85                | Eduardo Sepúlveda (ARG)         | 44è               |
| 86                | Rafael Valls Ferri (ESP)        | 48è               |
| 87                | Carlos Verona Quintanilla (ESP) | 36è               |

| Groupama-FDJ GFC | Groupama-FDJ GFC            | Groupama-FDJ GFC |
| ---------------- | --------------------------- | ---------------- |
| Núm              | Ciclista                    | Pos              |
| 91               | Thibaut Pinot (FRA)         | 5è               |
| 92               | William Bonnet (FRA)        | 105è             |
| 93               | David Gaudu (FRA)           | 40è              |
| 94               | Mathieu Ladagnous (FRA)     | 52è              |
| 95               | Rudy Molard (FRA)           | 21è              |
| 96               | Sébastien Reichenbach (SUI) | 15è              |
| 97               | Anthony Roux (FRA)          | 75è              |

| Team Jumbo-Visma TJV | Team Jumbo-Visma TJV    | Team Jumbo-Visma TJV |
| -------------------- | ----------------------- | -------------------- |
| Núm                  | Ciclista                | Pos                  |
| 101                  | Steven Kruijswijk (NED) | DNF-8                |
| 102                  | Pascal Eenkhoorn (NED)  | 91è                  |
| 103                  | Lennard Hofstede (NED)  | 55è                  |
| 104                  | Sepp Kuss (USA)         | 26è                  |
| 105                  | Neilson Powless (USA)   | 24è                  |
| 106                  | Wout van Aert (BEL)     | 47è                  |
| 107                  | Maarten Wynants (BEL)   | DNF-2                |

| Trek-Segafredo TFS | Trek-Segafredo TFS   | Trek-Segafredo TFS |
| ------------------ | -------------------- | ------------------ |
| Núm                | Ciclista             | Pos                |
| 111                | Richie Porte (AUS)   | 11è                |
| 112                | Julien Bernard (FRA) | 46è                |
| 113                | Koen de Kort (NED)   | 92è                |
| 114                | Niklas Eg (DEN)      | 60è                |
| 115                | Toms Skujiņš (LAT)   | 42è                |
| 116                | Peter Stetina (USA)  | 95è                |
| 117                | Edward Theuns (BEL)  | 90è                |

| EF Education First EF1 | EF Education First EF1    | EF Education First EF1 |
| ---------------------- | ------------------------- | ---------------------- |
| Núm                    | Ciclista                  | Pos                    |
| 121                    | Michael Woods (CAN)       | NP-8                   |
| 122                    | Alberto Bettiol (ITA)     | NP-8                   |
| 123                    | Simon Clarke (AUS)        | DNF-8                  |
| 124                    | Logan Owen (USA)          | 73è                    |
| 125                    | Julius van den Berg (NED) | 106è                   |
| 126                    | Tejay van Garderen (USA)  | 2n                     |
| 127                    | James Whelan (AUS)        | 100è                   |

| Katusha-Alpecin TKA | Katusha-Alpecin TKA         | Katusha-Alpecin TKA |
| ------------------- | --------------------------- | ------------------- |
| Núm                 | Ciclista                    | Pos                 |
| 131                 | Steff Cras (BEL)            | DNF-7               |
| 132                 | Jens Debusschere (BEL)      | NP-7                |
| 133                 | Alex Dowsett (GBR)          | 94è                 |
| 134                 | José Gonçalves Maciel (POR) | 57è                 |
| 135                 | Ruben Guerreiro (POR)       | DNF-3               |
| 136                 | Nils Politt (GER)           | 33è                 |
| 137                 | Mads Würtz Schmidt (DEN)    | NP-7                |

| Lotto-Soudal LTS | Lotto-Soudal LTS         | Lotto-Soudal LTS |
| ---------------- | ------------------------ | ---------------- |
| Núm              | Ciclista                 | Pos              |
| 141              | Bjorg Lambrecht (BEL)    | 12è              |
| 142              | Sander Armée (BEL)       | DNF-2            |
| 143              | Carl Fredrik Hagen (NOR) | 31è              |
| 144              | Jens Keukeleire (BEL)    | 72è              |
| 145              | Tomasz Marczyński (POL)  | 87è              |
| 146              | Rémy Mertz (BEL)         | 82è              |
| 147              | Harm Vanhoucke (BEL)     | NP-6             |

| Bahrain-Merida TBM | Bahrain-Merida TBM        | Bahrain-Merida TBM |
| ------------------ | ------------------------- | ------------------ |
| Núm                | Ciclista                  | Pos                |
| 151                | Sonny Colbrelli (ITA)     | 68è                |
| 152                | Feng Chun-kai             | DNF-2              |
| 153                | Mark Padun (UKR)          | 64è                |
| 154                | Hermann Pernsteiner (AUT) | 16è                |
| 155                | Luka Pibernik (SLO)       | 98è                |
| 156                | Dylan Teuns (BEL)         | 6è                 |
| 157                | Jan Tratnik (SLO)         | 63è                |

| CCC Team CCC | CCC Team CCC               | CCC Team CCC |
| ------------ | -------------------------- | ------------ |
| Núm          | Ciclista                   | Pos          |
| 161          | Serge Pauwels (BEL)        | 37è          |
| 162          | Paweł Bernas (POL)         | 54è          |
| 163          | Alessandro De Marchi (ITA) | 38è          |
| 164          | Jonas Koch (GER)           | 56è          |
| 165          | Joey Rosskopf (USA)        | 25è          |
| 166          | Laurens ten Dam (NED)      | 86è          |
| 167          | Riccardo Zoidl (AUT)       | DNF-2        |

| Dimension Data TDD | Dimension Data TDD               | Dimension Data TDD |
| ------------------ | -------------------------------- | ------------------ |
| Núm                | Ciclista                         | Pos                |
| 171                | Edvald Boasson Hagen (NOR)       | 43è                |
| 172                | Steven Cummings (GBR)            | DNF-2              |
| 173                | Stefan de Bod (RSA)              | 78è                |
| 174                | Nicholas Dlamini (RSA)           | DNF-2              |
| 175                | Jacques Janse van Rensburg (RSA) | NP-5               |
| 176                | Jacobus Venter (RSA)             | 103è               |
| 177                | Julien Vermote (BEL)             | DNF-8              |

| Vital Concept-B&B Hotels VCB | Vital Concept-B&B Hotels VCB | Vital Concept-B&B Hotels VCB |
| ---------------------------- | ---------------------------- | ---------------------------- |
| Núm                          | Ciclista                     | Pos                          |
| 181                          | Pierre Rolland (FRA)         | NP-8                         |
| 182                          | Yoann Bagot (FRA)            | DNF-7                        |
| 183                          | Maxime Cam (FRA)             | DNF-7                        |
| 184                          | Arnaud Courteille (FRA)      | 104è                         |
| 185                          | Cyril Gautier (FRA)          | NP-8                         |
| 186                          | Lorrenzo Manzin (FRA)        | DNF-7                        |
| 187                          | Quentin Pacher (FRA)         | 66è                          |

| Wanty-Gobert WGG | Wanty-Gobert WGG           | Wanty-Gobert WGG |
| ---------------- | -------------------------- | ---------------- |
| Núm              | Ciclista                   | Pos              |
| 191              | Guillaume Martin (FRA)     | 17è              |
| 192              | Bart De Clercq (BEL)       | DNF-6            |
| 193              | Thomas Degand (BEL)        | NP-8             |
| 194              | Fabien Doubey (FRA)        | DNF-8            |
| 195              | Odd Christian Eiking (NOR) | DNF-7            |
| 196              | Xandro Meurisse (BEL)      | 14è              |
| 197              | Marco Minnaard (NED)       | 62è              |

| Arkéa-Samsic PCB | Arkéa-Samsic PCB        | Arkéa-Samsic PCB |
| ---------------- | ----------------------- | ---------------- |
| Núm              | Ciclista                | Pos              |
| 201              | Warren Barguil (FRA)    | 13è              |
| 202              | Maxime Bouet (FRA)      | 51è              |
| 203              | Anthony Delaplace (FRA) | 69è              |
| 204              | André Greipel (GER)     | NP-7             |
| 205              | Kévin Ledanois (FRA)    | 85è              |
| 206              | Jérémy Maison (FRA)     | 49è              |
| 207              | Florian Vachon (FRA)    | 99è              |

| Team Sunweb SUN | Team Sunweb SUN           | Team Sunweb SUN |
| --------------- | ------------------------- | --------------- |
| Núm             | Ciclista                  | Pos             |
| 211             | Tom Dumoulin (NED)        | NP-7            |
| 212             | Johannes Fröhlinger (GER) | 93è             |
| 213             | Joris Nieuwenhuis (NED)   | 77è             |
| 214             | Casper Pedersen (DEN)     | NP-8            |
| 215             | Robert Power (AUS)        | 41è             |
| 216             | Florian Stork (GER)       | 61è             |
| 217             | Martijn Tusveld (NED)     | 83è             |